# Plešivec, Velenje
Plešivec este o localitate din comuna Velenje, Slovenia, cu o populație de 357 de locuitori.